# Mr. Bones
Mr. Bones (2001) este un film de comedie care are loc în Africa de Sud. 

## Sinopsis
Regele Kuvukilandului, Tsonga, care are douăsprezece soții și 17 de fiice dorește un fiu. Profetul său, Mr. Bones (Leon Schuster) descoperă cu ajutorul unor oase magice că regele a avut un fiu și este trimis să îl găsească. Acesta călătorește la nord de Orașul Soarelui, pentru a căuta singurul fiu (extraconjugal) pe care îl are Tsonga. În același timp, niște americani vin în Orașul Soarelui la turneul anual de golf Nedbank, acolo unde ajunge și Prințul (David Ramsey), presupusul fiu,  al doilea cotat la câștigarea turneului. Când Bones ajunge acolo, nu se acomodează cu viața modernă. Americanii sunt uimiți de comportamentul său primitiv și de subdezvoltatrea țării. Pericolul cauzat de căutarea prințului de către Bones și pariurile puse pe Prinț la turneul de golf depind de rezultatul acestuia. La sfârșit se descoperă că "Prințul" nu era fiul regelui, ci antrenorul acestuia Pudbedder (Faizon Love). Bones reușește să-l facă pe Prinț campionul turneului, prin metode ciudate.
Leon Schuster, un actor sud-african celebru, a jucat în rolul principal. De asemenea el a creat povestea și a scris scenariul în colaborare cu Gray Hofmeyr și Greg Latter.
Deviză: Râzi pân' te dor oasele! (Laugh till your bones hurt!).

## Distribuția

### Scenariștii (în ordine alfabetică)
- Gray Hofmeyr: scenariu
- Greg Latter:   scenariu
- Leon Schuster:   scenariu
- Leon Schuster:   poveste

### Actori (după importanță)
- Leon Schuster ....  Mr. Bones
- David Ramsay ....  Vince Lee
- Faizon Love ....  Pudbedder
- Robert Whitehead ....  Zach Devlin
- Jane Benney ....  Laleti

### Ceilalți actori (episodici)
- Fem Belling ....  Pilotul de elicopter
- Fats Bookholane .... Regele Tsonga
- Zack Du Plessis ....  Fermierul
- Ipeleng Matlhaku .... Lindiwe
- Jerry Mofokeng .... Sangoma
- Craig Morris ...  Viitorul Fiu-în-Lege
- Septula Sebogodi .... Tânărul Rege Tsonga
- Muso Sefatsa .... Băiatul Tsonga
- Keketso Semoko .... Mama lui Laleti
- Kyle Van Zyl .... Bebelușul Bones
- Adam Woolf ....  Tânărul Bones